# Sagid Murtazalijew
Sagid Magomiedowicz Murtazalijew (ros. Сагид Магомедович Муртазалиев; ur. 11 marca 1974 w Machaczkale) – radziecki a następnie ukraiński i rosyjski zapaśnik w stylu wolnym.
Dwukrotny olimpijczyk. Reprezentował Ukrainę na Igrzyskach w Atlancie 1996, gdzie zajął siódme miejsce w wadze 100 kg. Od 1998 startował dla Rosji. Zdobył złoty medal na Igrzyskach w  Sydney 2000 w wadze do 97 kg. Rozpoczynał karierę w barwach ZSRR.
Dwukrotny uczestnik Mistrzostw Świata, złoty medalista z 1999. Trzy razy zdobył medal na Mistrzostwach Europy, złoty w 2000 roku. Pierwszy w Pucharze Świata w 1990. Złoty medal na Igrzyskach Dobrej Woli w 1998 roku. Mistrz Rosji w 2000 roku.
W 2013 roku zwrócił swój medal olimpijski w proteście przeciw próbom wycofania zapasów z igrzysk olimpijskich